# Christine Magnuson
Christine Magnuson (Palos Heights, 17 de outubro de 1985) é uma nadadora norte-americana, ganhadora de duas medalhas de prata em Jogos Olímpicos.